# Schwarzbraun ist die Haselnuss

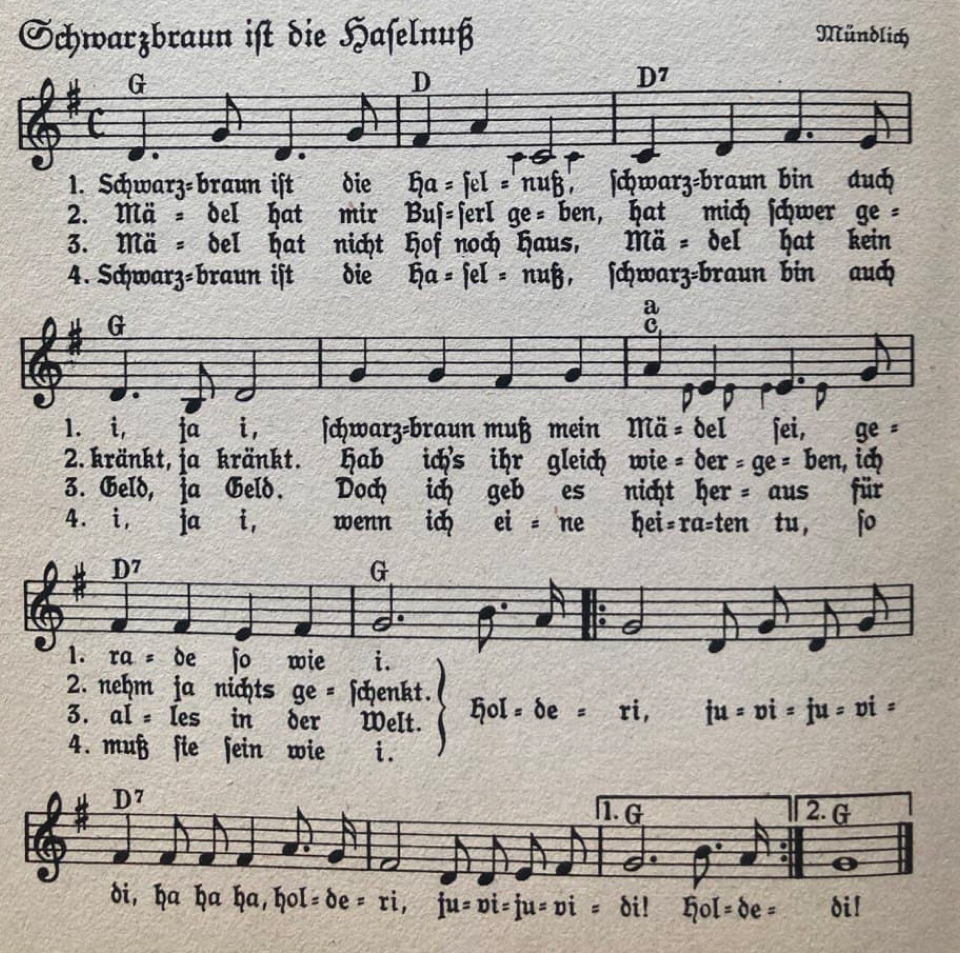
Schwarzbraun ist die Haselnuß (версия 1934 г.)

Schwarzbraun ist die Haselnuss (Тёмно-коричневый лесной орех) — немецкая народная песня. Музыка и текст (в различных вариантах) известны с конца XVIII века. Образы и мотивы, обыгрываемые в стихах этой песни, известны в народном творчестве с XVI века.

## Краткая характеристика
Первое описание песни дал исследователь Карл Шпацир, в конце XVIII века путешествовавший по Швейцарии. Несмотря на то, что музыка, которую он наблюдал, часто звучала во время его поездки, она связывалась в его восприятии не со «швейцарским характером», но исходила «будто прямо из саксонской пивной».
Образ «тёмно-коричневой девушки» известен по многим народным песням ещё с XVI века. Он отождествлялся с типом активной, динамичной, не чуждой сексуальных утех женщины — в противоположность типу неприступной «анемичной блондинки».
В XX веке песня приобрела мировую известность благодаря нескольким пропагандистским фильмам о Второй мировой войне, преимущественно советским, где эта песня изображалась как марш немецких войск. Песня действительно была популярна в немецкой армии ввиду маршевого ритма и позитивного текста. Она была даже включена в сборник «Солнце для нас не заходит. Песни Гитлерюгенда».
На мелодию этой песни в СССР впоследствии была сложена пионерская песня «Лесной орех», а основную популярность приобрела в пионерлагере «Артек» (текст Л. Кондрашенко, музыкальная обработка М. Иорданского).
В XX и XXI веках песня была записана многими известными исполнителями из разных стран, в частности знаменитый немецкий певец Хайно записал её несколько раз совместно с различными музыкальными коллективами.

## Варианты текстов

##### Немецкий оригинал[9]
| 1. Schwarzbraun ist die Haselnuß, schwarzbraun bin auch i, ja i, schwarzbraun muß mein Mädel sei gerade so wie i.   | 2. Mädel hat mir Busserl geben, hat mich schwer gekränkt, ja schwer 'kränkt, hab’ ich ihr gleich wiedergeben, ich nehm ja nichts geschenkt. |
| 3. Mädel hat nicht Hof noch Haus, Mädel hat kein Geld, ja Geld, Doch ich geb es nicht heraus Für alles in der Welt. | 4. Schwarzbraun ist die Haselnuß, schwarzbraun bin auch i, ja i, wenn ich eine heiraten tu, so muß sie sein wie i.                          |
| Припев Holderi, juvijuvidi, ha-ha-ha, Holderi, juvijuvidi.                                                          | |

##### Пионерская песня «Лесной орех»
1. Я, ребята, загорел

Как лесной коричневый орех.

Я и ловок, я и смел,

Веселее всех.

2. Я ничем не знаменит,

Как лесной коричневый орех,

Но всегда, везде звенит

Мой задорный смех.

3. С этой песней озорной,

Веселей шагается, друзья.

Хочешь ты дружить со мной,

Будь таким, как я.

##### Вариант дополнительного куплета и припева
Kernig ist die Haselnuss,

Kernig bin auch ich, bin auch ich.

Wenn ich eine heiraten tu,

So muss sie sein wie ich.

Vallerie, ju-vi-du-vi-di, ha-ha-ha,

Vallerie, ju-vi-du-vi-di, ha-ha-ha,

Vallerie, ju-vi-du-vi-di, ha-ha-ha,

##### Русский вариант перевода
1. Я под солнцем загорел

Как лесной орех, лесной орех,

Мне такая же, как я,

Девушка нужна!

2. Крепок ты, лесной орех,

Так же крепок я, ох, крепок я!

Быть такою же, как я,

Должна жена моя!

## Издания
- Uns geht die Sonne nicht unter. Lieder der Hitler-Jugend. Leipzig: Musikverlag Tonger, 1934. 160 S.